# 개구리 필버트
개구리 필버트는 팻 시티 필름에서 제작한 TV 애니메이션 시리즈이다. 1993년 9월 24일부터 1993년 12월 17일까지 BBC에서 방영되었다.
개구리 필버트는 노기트 나무에 사는 건망스럽고 열정적이며 어리석은 개구리이다. 각 에피소드는 다양한 미치광이의 모험에서 자신과 친구를 관여하는 것을 보여준다. 그의 친구로는 허버트 헤지호그, 멜빈 마우스, 윌리 웜, 몬티 몰, 오스카 올, 버티 버드와 티파티 토르토이스가 있다.
대한민국에서는 KBS에서 열려라 꿈동산의 한 코너로 방영되었다.

## 방영 에피소드 목록
1. 개구리 필버트는 슈퍼 히어로
2. 필버트와 불면의 밤
3. 필버트와 공룡
4. 필버트가 집을 짓다
5. 필버트가 달에 가다
6. 예술가 필버트
7. 필버트와 화이트 반
8. 개구리 필버트 vs 자이언트 원숭이
9. 이국적인 개구리
10. 필버트와 수영 모험
11. 탐정 필버트
12. 개구리 필버트아 펄쩍 뛰는 것을 잊다
13. 필버트와 눈의 날